# تاتسونوري فوجي
تاتسونوري فوجي (باليابانية: 藤江建典) مواليد 5 مايو 1987 في فوكوكا، هو لاعب كرة سلة ياباني. بدأ مسيرته الاحترافية في سنة 2010. يلعب مع أكيتا نورثرن هابينيتس في دوري كرة السلة الياباني للمحترفين. يحمل الرقم 18. يبلغ طوله 6 قدم 1 بوصة (1.9 م).